# 背眼平鰭鮠
背眼平鰭鮠，属輻鰭魚綱鯰形目平鰭鮠科，為熱帶淡水魚。其分布於非洲刚果（金）卢凯尼河流域，棲息在底層水域，體長可達8.4公分，生活習性不明。

## 擴展閱讀
維基物種上的相關：背眼平鰭鮠